# Grallaria squamigera
Grallaria squamigera là một loài chim trong họ Grallariidae.